# マルコ・ベルトラミ
マルコ・ベルトラミ（Marco Beltrami, 1968年10月7日 - ）は、映画音楽を手掛ける作曲家。イタリア生まれだが、両親の移住に伴いニューヨークのロングアイランドで育つ。ブラウン大学、イェール大学の音楽学校、南カリフォルニア大学の音楽学校などで学んだ。

## 主なディスコグラフィー
- スクリーム Scream (1996)
- ミミック Mimic (1997)
- スクリーム2 Scream 2 (1997)
- 54 フィフティ★フォー 54 (1998)
- パラサイト The Faculty (1998)
- スクリーム3 Scream 3 (2000)
- ザ・ウォッチャー The Watcher (2000)
- ドラキュリア Dracula 2000 (2000)
- ロードキラー Joy Ride (2001)
- バイオハザード Resident Evil (2002)
- ブレイド2 Blade II (2002)
- ターミネーター3 Terminator 3: Rise of the Machines (2003)
- ヘルボーイ Hellboy (2004)
- アイ,ロボット I, Robot (2004)
- フライト・オブ・フェニックス Flight of the Phoenix (2004)
- ウェス・クレイヴン's カースド Cursed (2005)
- メルキアデス・エストラーダの3度の埋葬 The Three Burials of Melquiades Estrada (2005)
- パニック・フライト Red Eye (2005)
- アンダーワールド: エボリューション Underworld: Evolution (2006)
- オーメン The Omen (2006)
- ダイ・ハード4.0 Die Hard4.0 (2007)
- 臨死 The Invisible (2007)
- ハート・ロッカー The Hurt Locker (2009)
- ノウイング Knowing (2009)
- ジョナ・ヘックス Jonah Hex (2010)
- ソウル・サーファー Soul Surfer (2011)
- スクリーム4: ネクスト・ジェネレーション Scream 4 (2011)
- ダーク・フェアリー Don't Be Afraid of the Dark (2011)
- 遊星からの物体X ファーストコンタクト The Thing (2011)
- ウーマン・イン・ブラック 亡霊の館 The Woman In Black (2012)
- セッションズ The Sessions (2012)
- 人生の特等席 Trouble with the Curve (2012)
- ウォーム・ボディーズ Warm Bodies (2013)
- ダイ・ハード/ラスト・デイ A Good Day to Die Hard (2013)
- ワールド・ウォーZ World War Z (2013)
- ウルヴァリン:SAMURAI The Wolverine (2013)
- スノーピアサー Snowpiercer (2013)
- キャリー Carrie (2013)
- スパイ・レジェンド The November Man (2014)
- ミッション・ワイルド The Homesman (2014)
- ウーマン・イン・ブラック2 死の天使 The Woman in Black: Angel of Death (2015)
- トゥルー・ストーリー True Story (2015)
- ザ・ガンマン The Gunman (2015)
- ヒットマン:エージェント47 Hitman: Agent 47 (2015)
- ベン・ハー Ben-Hur (2016)
- LOGAN/ローガン Logan (2017)
- リトルデビル Little Evil (2017)
- スノーマン 雪闇の殺人鬼 The Snowman (2017)
- クワイエット・プレイス A Quiet Place (2018)
- フリーソロ Free Solo (2018)
- ベルベット・バズソー: 血塗られたギャラリー Velvet Buzzsaw (2019)
- テッド・バンディ Extremely Wicked, Shockingly Evil and Vile (2019) ※デニス・スミスと共同
- ロング・ショット 僕と彼女のありえない恋 Long Shot (2019) ※マイルズ・ハンキンズと共同
- スケアリーストーリーズ 怖い本 Scary Stories to Tell in the Dark (2019) ※アンナ・ドルビッチと共同
- トワイライト・ゾーン The Twilight Zone （2019- ）
- フォードvsフェラーリ Ford v Ferrari (2019) ※バック・サンダースと共同
- アンダーウォーター Underwater (2020)
- クワイエット・プレイス 破られた沈黙 A Quiet Place: Part II(2020)
- カオス・ウォーキング Chaos Walking (2021)
- フィアー・ストリート Part 1: 1994 Fear Street Part 1: 1994 (2021)
- ヴェノム:レット・ゼア・ビー・カーネイジ Venom: Let There Be Carnage  (2021)
- バイオレンス・ナイト American Night  (2021)
- 死霊館のシスター 呪いの秘密 The Nun II  (2023)